# ヨータイ
株式会社ヨータイ（英文社名：YOTAI REFRACTORIES CO.,LTD.）は、本店を大阪府貝塚市に置く、耐火物やファインセラミックスの製造などを行う企業である。

## 事業所

### 本社・支社・研究所
- 本店 - 大阪府貝塚市
- 東京支社 - 東京都文京区
- 九州支社 - 北九州市小倉北区
- 名古屋支社 - 岐阜県瑞浪市
- 岡山支社 - 岡山県備前市日生町
- 技術研究所 - 岡山県備前市日生町
- 新材料研究所 - 大阪府貝塚市

### 工場
- 日生工場 - 岡山県備前市日生町
- 吉永工場 - 岡山県備前市吉永町
- 貝塚工場 - 大阪府貝塚市
- 瑞浪工場 - 岐阜県瑞浪市
- 瑞浪工場土岐製造所 - 岐阜県土岐市

## 沿革
- 1936年（昭和11年）8月 - 耐火煉瓦製造を主たる目的として、大阪セメント株式会社（現：住友大阪セメント株式会社）その他の出資により、大阪市北区に大阪窯業耐火煉瓦株式会社を設立。資本金100万円。
- 1937年（昭和12年）9月 - 岡山クレー工場（現：吉永工場第二製造所、岡山県備前市）を建設、操業開始。
- 1938年（昭和13年）1月 - 日生工場（岡山県備前市）を建設操業開始。
- 1947年（昭和22年）12月 - 本店を大阪市北区西天満二丁目に移転。
- 1947年（昭和22年）12月 - 東京出張所（現：東京支社、東京都文京区）を開設。
- 1949年（昭和24年）9月 - 大阪証券取引所に株式を上場。
- 1951年（昭和26年）6月 - 三石工場（現：吉永工場第三製造所、岡山県備前市）を買収。
- 1955年（昭和30年）4月 - 九州出張所（現：九州支社、北九州市小倉北区）を開設。
- 1960年（昭和35年）6月 - 本店を大阪市北区西天満四丁目に移転。
- 1962年（昭和37年）4月 - 吉永工場（岡山県備前市）を建設操業開始。
- 1985年（昭和60年）4月 - 研究開発部門を統合し技術研究所（岡山県備前市）を設置。
- 1987年（昭和62年）6月 - 商号を株式会社ヨータイに変更。
- 1988年（昭和63年）5月 - 本店を大阪市北区曽根崎新地一丁目（桜橋プラザビル）に移転。
- 1993年（平成5年）10月 - 大阪窯業株式会社を吸収合併、貝塚工場（大阪府貝塚市）、瑞浪工場（岐阜県瑞浪市）ほかを承継。
- 1997年（平成9年）12月 - 大阪証券取引所の市場第1部銘柄に指定。
- 1998年（平成10年）10月 - 子会社オーワイケー・ファーネス株式会社を吸収合併。
- 2003年（平成15年）6月 - 本店を大阪府貝塚市二色中町8番1に移転。
- 2004年（平成16年）7月 - 営口新窯耐耐火材料有限公司（中国遼寧省大石橋市）へ出資。
- 2005年（平成17年）5月 - 営口新窯耐耐火材料有限公司へ追加出資し完全子会社化。
- 2013年（平成25年）7月 - 大阪証券取引所と東京証券取引所との現物株市場統合に伴い、東京証券取引所の市場第1部に指定替え。
- 2022年（令和4年）4月 - 東京証券取引所のカテゴリ再編に伴い、プライム市場に移行[1]。
- 2023年（令和5年）6月 - 営口窯耐進出口有限公司（中国遼寧省大石橋市）を設立。
- 2023年（令和5年）12月 - 営口新窯耐耐火材料有限公司の全出資持分を譲渡。
- 2025年（令和7年）5月 - 株式会社麻生の子会社であるASNFホールディングス合同会社が、株式公開買付けにより議決権所有割合ベースで35.44%の株式を取得[2]。

## 備考
- 作家の眉村卓は、1957年（昭和32年）から1963年（昭和38年）まで、大阪窯業耐火煉瓦株式会社（当時）総務部社員として日生工場・大阪本社に勤務していた。日生滞在中の1年間の経験を題材として後年『傾いた地平線』に「ぼくがそうであったかも知れぬ可能性」の世界として描かれた。作品では日生町をモデルにした「H町」が舞台のパラレルワールドで登場し、とうに辞めたはずの耐火材メーカーにまだ勤めていて、しかも一度も転勤せずに暮らしている――。というストーリーだった。当時を振り返り、眉村は「孤独感はなく、むしろ高揚していた」と回想している。日生町での暮らしは大阪本社への転勤で1年弱で終わったものの、作家になった後も息抜きやネタ探し目的で訪れた。「町の地形をうまく切り取って異界の入り口に仕立てたものもあり、着想の豊かさに驚かされる」と 加子浦歴史文化館学芸員が指摘するように、工場への道行きは山稜が海に迫り、片側は山、片側は眼下に海を見ながらであった。工場は戦後復興期にできた耐火煉瓦製の煙突3本が今も立ち、沖600メートルには日生諸島の曽島がある。自筆年譜によると、SFに対して「自分が書こうとしているものはこの線上にある」と考えたという[3]。
- 大阪窯業株式会社八王子工場には、貨物専用線があった。工場のあった由井村（現在の八王子市長沼町付近）から横浜線（現在の八王子市子安町1丁目付近）まで線路が敷かれていた。工場は1912年（明治45年）操業、1932年（昭和7年）に焼失した。